# Donja Stubica
Donja Stubica je naselje in občina s statusom mesta (hrv. Grad) z 2.200 oz. 5.680 prebivalci na Hrvaškem, ki spada v Krapinsko-zagorsko županijo.

## Lega
Naselje leži pod severnimi pobočji Medvednice na nadmorski višini 190 m v bližini Gornje Stubice in je od Zagreba oddaljeno 59 km.

## Zgodovina
Kraj se v starih listinah prvič omenja kot castellum Also Ztwbyeza v listini s katero ga hrvaško-ogrski kralj Andrej II. Árpádovic leta 1229 vrača zagrebškemu županu Vratislavu. V srednjem veku je bil na področju današnjega naselja zgrajen grad. Župa na področju današnje Donje Stubice s posestvi je verjetno obstajala že v 14. stoletju, kar naj bi potrjevali kasnejši uradni pregledi listin, ki sta jih zahtevala tedanji lastnik posestva Lovro Tóth in njegova rojakinja Ana Banfy. Leta 1439 je s poroko Dore Tóth z Andrijo Henningom prešlo lastništvo vse do leta 1507 v last družine Henning. V 16. stoletju se je zamenjalo več drugih lastnikov, nato pa so ga Habsburžani delili kot nagrado vojaškim poveljnikom Ivanu Kacijanaru, Jerolimu Jasku in Luki Székelyju. V prvi polovici 16. stoletja se je pod gradom v Stubici oblikoval trg Donja Stubica (optidum sub castello Also Zthwbycza). Leta 1551 so potomci družine Frankopani-Henning prišli do lastništva susegradsko-stubiškega posestva, s tem pa tudi do lastništva Donje Stubice. Po smrti Andrije Heninnga Tauffenbacha leta 1563 in prehoda dela njegovega posestva v lastništvo plemiča Ferenca Tahyja je na tem področju v letih 1572-1573 pričel kmečki upor pod vodstvom Matije Gubca. Po kmečkem uporu je grajska posest razpadla na več manjših, proti koncu 17. stoletja pa je bilo donjestubiško posestvo razdeljeno med več plemiških družin. Proti koncu 18. stoletja pa je bil zapuščen stubiški grad porušen.
V drugi polovici 18. stoletja Donja Stubica postane sedež okrajnega sodišča Zagrebške županjie. Do takrat je v kraju že stala gotska župnijska cerkev Presvetog Trojstva zgrajena v 15. stoletju, barokizirana v 18. stoletju ter obnovljena in razširjena leta 1881 v klasicističnem slogu. V cerkvi je bila vzidana renesančna nagrobna plošča z reliefno podobo Ferenca Tahyja, ki je umrl leta 1573, plošča pa je sedaj v muzeju kmečkih uporov v Gornji Stubici. Poleg cerkve je v Donji Stubici ena od najlepših zgradb zgradba Fellerjeva lekarna, katere fasada je bogato okrašena. Farmacevt Eugen Viktor Feller je leta 1901 postavil zgradbo za tovarno v kateri 
je izdelovali v tistem času zelo poznan lekarniški proizvod Elsa fluid in si z njim ustvaril veliko bogastvo. V bližini se ob cesti iz Donje proti Gornji Stubici nahaja dvorec Stubički Golubovec, okoli katerega se razprostira 21,5 ha velik park, ki je bil leta 1992 zaščiten z zakonom o zaščiti narave kot spomenik parkovne arhitekture.

## Demografija
| Pregled števila prebivalcev po letih | Pregled števila prebivalcev po letih | Pregled števila prebivalcev po letih | Pregled števila prebivalcev po letih | Pregled števila prebivalcev po letih | Pregled števila prebivalcev po letih | Pregled števila prebivalcev po letih | Pregled števila prebivalcev po letih | Pregled števila prebivalcev po letih | Pregled števila prebivalcev po letih | Pregled števila prebivalcev po letih | Pregled števila prebivalcev po letih | Pregled števila prebivalcev po letih | Pregled števila prebivalcev po letih | Pregled števila prebivalcev po letih |
| ------------------------------------ | ------------------------------------ | ------------------------------------ | ------------------------------------ | ------------------------------------ | ------------------------------------ | ------------------------------------ | ------------------------------------ | ------------------------------------ | ------------------------------------ | ------------------------------------ | ------------------------------------ | ------------------------------------ | ------------------------------------ | ------------------------------------ |
| 1857                                 | 1869                                 | 1880                                 | 1890                                 | 1900                                 | 1910                                 | 1921                                 | 1931                                 | 1948                                 | 1953                                 | 1961                                 | 1971                                 | 1981                                 | 1991                                 | 2001                                 |
| 398                                  | 442                                  | 486                                  | 548                                  | 541                                  | 443                                  | 468                                  | 513                                  | 627                                  | 994                                  | 1095                                 | 1519                                 | 1937                                 | 2232                                 | 2524                                 |